# مقاطعة بيري (بنسلفانيا)
مقاطعة بيري (بالإنجليزية: Perry County, Pennsylvania)‏ هي إحدى مقاطعات ولاية بنسيلفانيا في الولايات المتحدة. بلغ عدد سكانها 45969 نسمة في عام 2010 حسب إحصاء مكتب تعداد الولايات المتحدة.

## أعلام
- موسى سميث
- وليام بيغلر
- جون بانستر جيبسون
- سبنسر تشارترز

## وصلات خارجية
- www.perryco.org